# Camí de l'Era Vella
El Camí de l'Era Vella és un curt camí rural del poble d'Hortoneda, a l'antic terme d'Hortoneda de la Conca, actualment pertanyent a Conca de Dalt, al Pallars Jussà.
Arrenca de la Carretera d'Hortoneda a l'extrem nord-oest de la Coma dels Porcs, que ressegueix pel costat nord-oest, i arriba en 200 metres a la Pista dels Montiells.